# Les Chanteurs d'opéra
Les Chanteurs d'opéra est une série de timbres postaux émise sur plusieurs années depuis 2015 par l'office des Émissions de timbres-poste dans la principauté de Monaco. Comme son nom l'indique, elle dépeint des chanteurs et chanteuses d'opéra.

## Liste
| Chanteur                 | Nationalité          | Tessiture          | Dessin et gravure                                           | Date d'émission   | Impression              | Dimensions    | Orientation | Tirage | Prix   | Code OETP |
| ------------------------ | -------------------- | ------------------ | ----------------------------------------------------------- | ----------------- | ----------------------- | ------------- | ----------- | ------ | ------ | --------- |
| Francesco Tamagno        | Italien              | Ténor              | Claude Andréotto                                            | 10 septembre 2015 | Taille-douce 3 couleurs | 52 × 40,85 mm | Horizontal  | 48 000 | 2,60 € | 15252,    |
| Adelina Patti            | Italienne            | Soprano            | Claude Andréotto                                            | 10 septembre 2015 | Taille-douce 3 couleurs | 52 × 40,85 mm | Horizontal  | 48 000 | 3,05 € | 15254,    |
| Nellie Melba             | Australienne         | Soprano colorature | Sophie Beaujard (dessin), Yves Beaujard (gravure)           | 19 mai 2016       | Taille-douce 3 couleurs | 40 × 31,77 mm | Vertical    | 50 000 | 1,36 € | 16212,    |
| Enrico Caruso            | Italien              | Ténor              | Claude Andréotto                                            | 19 mai 2016       | Taille-douce 6 couleurs | 30 × 40,85 mm | Vertical    | 50 000 | 2,50 € | 16214,    |
| Titta Ruffo              | Italien              | Baryton            | Elsa Catelin                                                | 21 juin 2017      | Taille-douce 3 couleurs | 52 × 40,85 mm | Horizontal  | 42 000 | 2,60 € | 17232,    |
| Emma Calvé               | Française            | Soprano            | Cyril de La Patellière (dessin), Pierre Albuisson (gravure) | 21 juin 2017      | Taille-douce 4 couleurs | 40,85 × 52 mm | Vertical    | 42 000 | 2,84 € | 17234,    |
| Fédor Chaliapine         | Russe                | Basse              | Cyril de La Patellière (dessin), Pierre Albuisson (gravure) | 19 mars 2018      | Taille-douce 3 couleurs | 40,85 × 52 mm | Vertical    | 36 000 | 3,00 € | 18166,    |
| Selma Kurz               | Autrichienne         | Soprano colorature | Claude Andréotto (dessin), Elsa Catelin (gravure)           | 19 mars 2018      | Taille-douce 3 couleurs | 52 × 40,85 mm | Horizontal  | 36 000 | 2,40 € | 18164,    |
| Maurice Renaud           | Français             | Baryton            | Sophie Beaujard                                             | 4 mars 2019       | Taille-douce 3 couleurs | 40,85 × 52 mm | Vertical    | 36 000 | 2,60 € | 19142,    |
| Geraldine Farrar         | Américaine           | Soprano            | Pierre Albuisson                                            | 4 mars 2019       | Taille-douce 3 couleurs | 40,85 × 52 mm | Vertical    | 36 000 | 3,44 € | 19144,    |
| Fidès Devriès            | Néerlandaise         | Soprano            | Elsa Catelin                                                | 20 janvier 2020   | Taille-douce 4 couleurs | 52 × 40,85 mm | Horizontal  | 36 000 | 2,32 € | 20152,    |
| Tito Schipa              | Italien              | Ténor              | Yves Beaujard                                               | 20 janvier 2020   | Taille-douce 3 couleurs | 52 × 40,85 mm | Horizontal  | 36 000 | 3,80 € | 20156,    |
| Julián Gayarre           | Espagnol             | Ténor              | Sarah Lazarevic                                             | 25 janvier 2021   | Taille-douce 3 couleurs | 40,85 × 52 mm | Vertical    | 36 000 | 2,56 € | 211992,   |
| Caroline Miolan-Carvalho | Française            | Soprano            | Pierre Albuisson                                            | 25 janvier 2021   | Taille-douce 5 couleurs | 40,85 × 52 mm | Vertical    | 36 000 | 3,86 € | 21194,    |
| Victor Maurel            | Français             | Baryton            | Cyril de La Patellière (dessin), Pierre Albuisson (gravure) | 17 mars 2022      | Taille-douce 4 couleurs | 40,85 × 52 mm | Vertical    | 36 000 | 3,30 € | 22136,    |
| Felia Litvinne           | Russe puis française | Soprano dramatique | Sarah Lazarevic                                             | 17 mars 2022      | Taille-douce 6 couleurs | 40,85 × 52 mm | Vertical    | 36 000 | 3,92 € | 22138,    |
| Freda Betti              | Française            | Mezzo-soprano      | Cyril de La Patellière (dessin), Claude Jumelet (gravure)   | 20 février 2024   | Taille-douce 3 couleurs | 40,85 × 52 mm | Vertical    | 36 000 | 3,00 € | 24154,    |
| Giovanni Martinelli      | Italien              | Ténor              | Martin Mörck                                                | 20 février 2024   | Taille-douce 3 couleurs | 52 × 40,85 mm | Horizontal  | 36 000 | 4,15 € | 24156,    |